# Séisme de 1891 à Nōbi
Le séisme de 1891 à Nōbi (濃尾地震, Nōbi jishin) au Japon, survenu le 28 octobre 1891, a une magnitude estimée entre 7,5 et 8. Il fit 7 273 morts. Il est aussi connu au Japon sous le nom de séisme de Mino-Owari (美濃・尾張地震, Mino-Owari jishin), Nōbi (濃尾) étant un raccourci de Mino-Owari (美濃・尾張).

## Causes

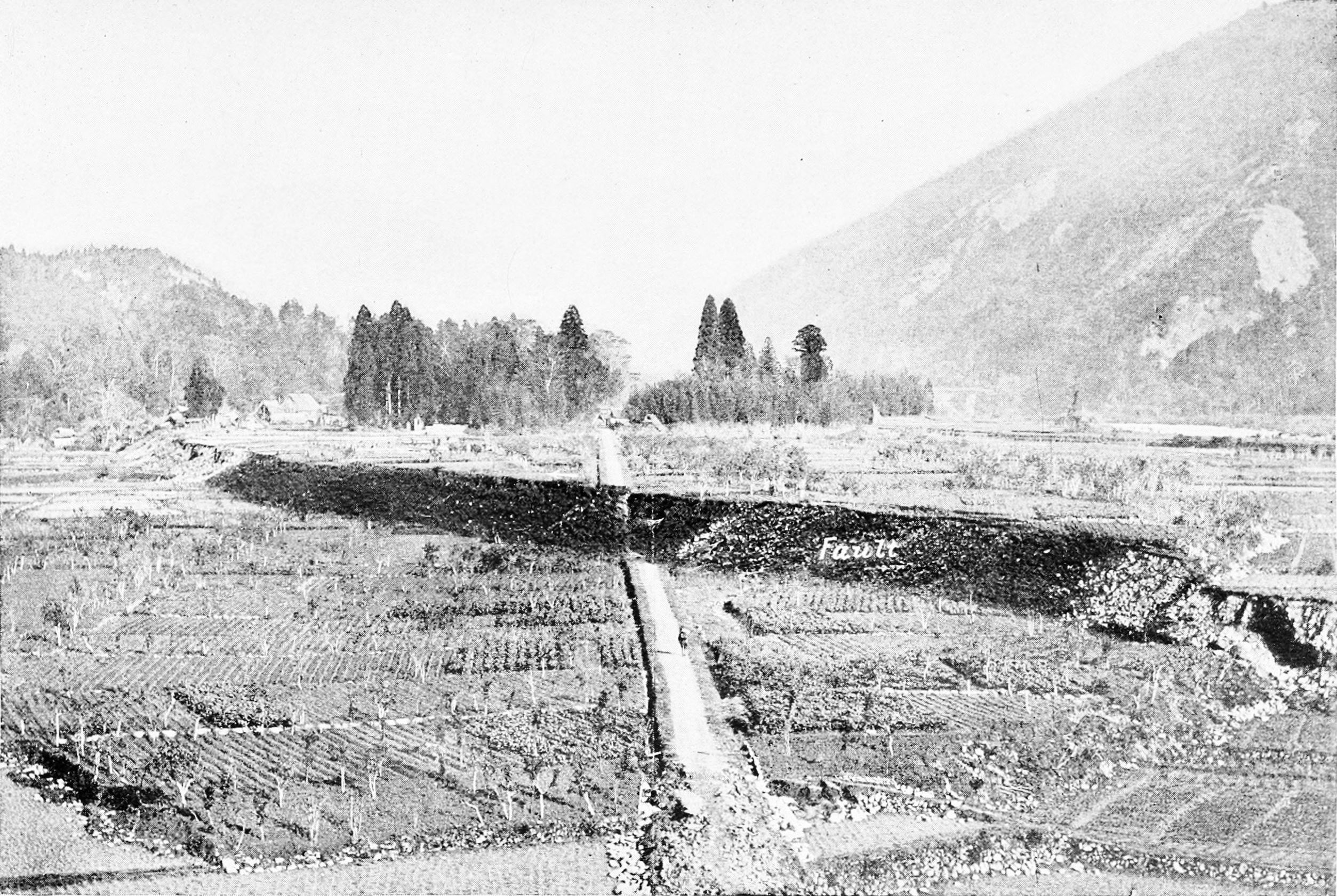
Faille de Néodani

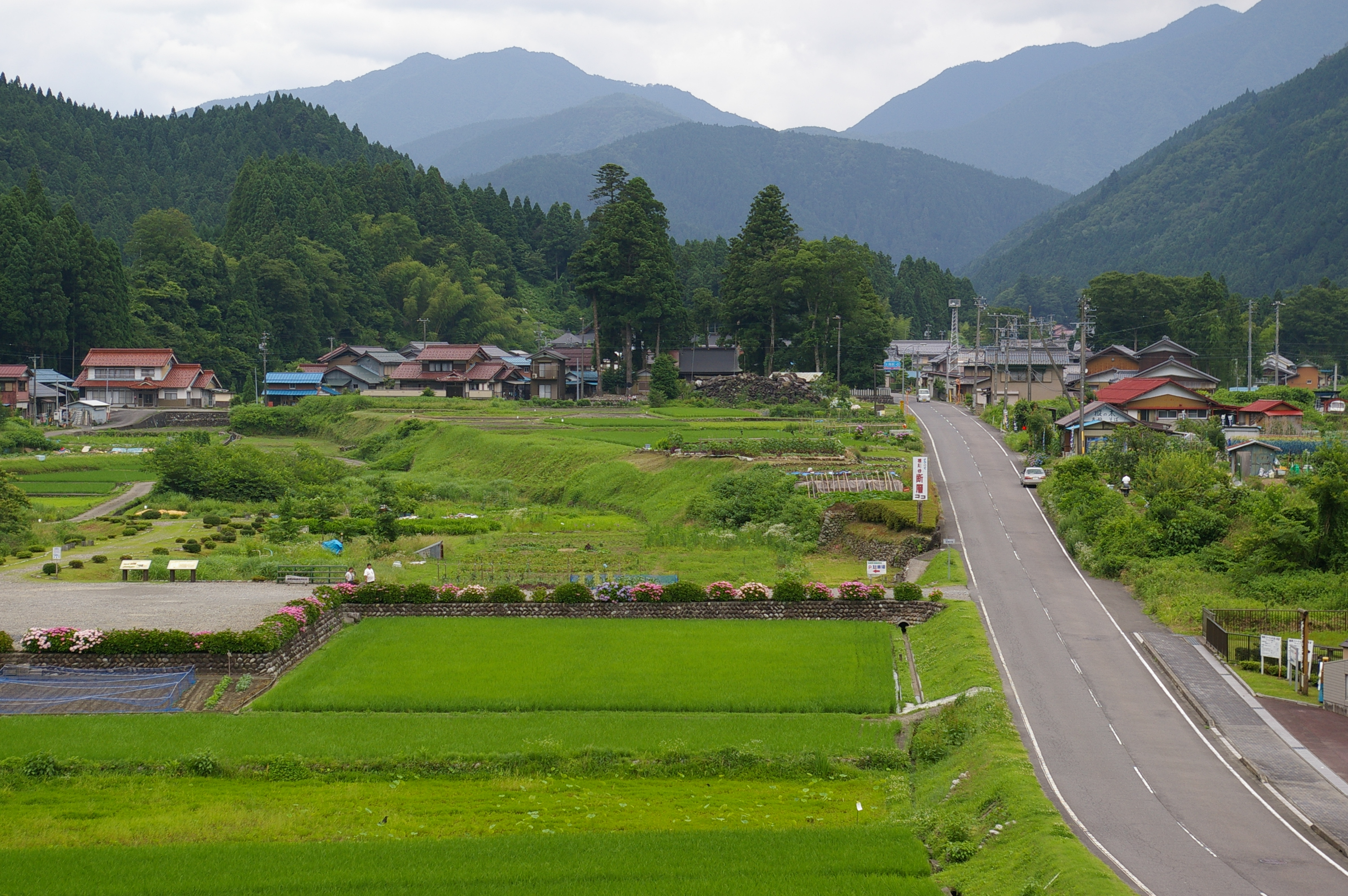
La ligne de faille Neodani. Le passage au sol se voit par la raide déclinaison sur laquelle passe la route au centre de l'image.

La faille qui fut la cause de ce tremblement de terre se situe dans la partie interne et montagneuse de l'île principale. Elle a joué selon un mécanisme décrochant. La rupture s'est propagée sur trois segments de faille consécutifs (les failles de Nukumi, de Neodani et d'Umehara) pour une longueur totale de l'ordre de 80 km. Depuis 1976, on soupçonne l'intervention d'un quatrième segment qui n'a pas eu d'expression en surface (faille cachée). Des rejets allant jusqu'à 7,5 m ont été observés le long du second segment. Les traces de ce séisme sur le paysage sont encore visible aujourd'hui. Le Jishin danso kansatsukan (musée de l'observation de la faille du tremblement de terre) permet de voir clairement ce rejet grâce à une tranchée.
Cet événement est important dans l'histoire de la sismologie car il est un des premiers séismes à avoir été étudié avec des méthodes modernes. Fusakichi Ōmori, en observant la décroissance des répliques, en a déduit la loi d'Omori qui depuis a été confirmée par de nombreuses observations. Ce séisme a été aussi enregistré par quatre sismographes de type Gray-Milne-Ewing (il ne reste aujourd'hui que trois enregistrements, celui d'Osaka ayant été perdu).

## Répercussions
Le Comité de Prévention des Désastres de Tremblements de terre japonais a été créé à la suite de cette catastrophe et le Jour de prévention des séismes a lieu le 28 octobre de chaque année dans plusieurs préfectures, en souvenir de cette catastrophe. De plus, chaque 28 du mois a lieu dans le Mémorial du tremblement de terre un culte rendu à Bouddha en souvenir de toutes les victimes.